# Богадільня (роман)
«Богадільня» (рос. Богадельня) — фантастичний роман харківських письменників Дмитра Громова та Олега Ладиженського, які пишуть під псевдонімом Генрі Лайон Олді. Написаний 2001 року.
Події роману відбуваються в Генінгу — вигаданому північно-німецькому князівстві періоду роздробленості Німеччини.
У світі роману дворяни мають надлюдські фізичні здібності (прискорюється сприйняття, шкіра стає твердіше заліза, і т. п.), ступінь прояву цих здібностей визначається давністю роду. Причому набір якостей в різних «благородних будинках» злегка відрізняється, в цілому людина того чи іншого будинку в бойовому стані злегка нагадує тварину (у герцога Генінга — сарана, у новгородського боярина — ведмідь, і так далі).
Протистояти дворянину в сутичці недворянин не може, навіть якщо дворянин беззбройний, а недворянин озброєний холодною зброєю. Тому прийнятий порядок, згідно з яким носіння холодної зброї є ганьба для дворянина, і вони беззбройні. Нижчі класи зобов'язані носити зброю — селянам - дерев'яну, міщанам — від меча до стилета.
Секс дворянина з недворянкой призводить до втрати контролю над своєю силою та можливої загибелі жінки. Однак існують виключення — так звані «капелюшниці», спеціально фізично натреновані гейші для дворян. Навіть для спеціально підготовленої жінки — підготовка різко посилювала її фізично — такий секс міг коштувати тілесних ушкоджень.
Окрім цього існує інша категорія людей, у яких розвинені психічні здібності (наприклад, ясновидіння або гіпноз). Їх здібності також є спадковими, проте фізично ці люди є немічними та вразливими.
Юний представник роду таких надздібностей не має, вони прокидаються в ньому в підлітковому віці, і, щоб допомогти цьому процесу, необхідний Обряд, провести який може тільки представник Гільдії — найвпливовішої організації світу, оскільки без проведення Обряду в потрібному віці, юному дворянину загрожують фізичні й психічні страждання та швидка смерть.

## Короткий опис сюжету
Молодий селянський хлопчина Вітольд зауважує в собі напади, під час яких до нього приходить надсила. В одному з цих нападів він вбиває збирача податків, і йому не залишається нічого іншого, як тікати в столицю і влитися в ряди злочинців міського «дна». Де зокрема знайомиться з дівчиною — провидицею, яка залишилася сиротою після навали чуми.
Далі з'ясовується, що мати хлопчини — бігла «капелюшниця», яка пішла по селянському шляху, а сам він — біологічно спадкоємець герцогів Генінга. Вітольд підростає, йому та дівчині (також спадкоємиці «психічного» роду) необхідний Обряд.
Один з членів Гільдії вирішує зробити подвійний обряд — об'єднати душу Вітольда — і дівчинки, з тим щоб врятувати й посилити здібності їх обох. Подібний обряд не проводився ніколи, причому Гільдія не поставлена до відома.
Останнім часом з обрядами почалися якісь проблеми, чим незадоволена Гільдія, яка шукає причину цих невдач. Можливі й масові вибухи народного невдоволення щодо Гільдії і погроми, особливо інспіровані церквою, в першу чергу мандрівними ченцями-кармелітами.
Також іноді різним людям приходить одне видіння, що світ — це полотно, яке діряве, а через дірки в полотні видно інший світ, де, зокрема, дворяни носять зброю, а в нижчих класів вона, навпаки, заборонена.
Створена вона в богадільні — в реальності іранської фортеці на березі Перської затоки — іранським лікарем епохи Сасанідів. Лікар вкрав давню книгу й дізнався секрет вавилонської вежі — товариства зі структурною спеціалізацією функцій між його членами: воїнів-захисників — дворян, провидців — вчених та звичайних людей — селян.
Такий поділ здійснюється наступним чином:
- Якщо провести відділення душі від тіла, то здібності тіла будуть підсилюватися.
- Якщо ж дозволити душі поглинати тіло, то духовні аспекти будуть розвиватися.

Вирішивши знову побудувати вавилонську вежу, лікар Бурзой і засновує Гільдію.
Завершення книги: подвійний Обряд руйнує всю систему, Гільдія припиняє своє існування (як було передбачено — у Гільдії немає майбутнього), також руйнується надсила дворян, а Вітольд Бастард, герцог Генінга, є середньовічним дворянином нашого світу (або схожого з нашим).